# Skælingur
Skælingur (dansk: Skælling) er en bygd på Færøerne. Den ligger i Kvívíkar kommuna på Streymoy, ved foden af Skælingsfjall (767 moh). Den 1. januar 2025 havde Skælingur 13 indbyggere.Bygdens postnummer er FO-336.
Skælingur er første gang nævnt i skriftlige kilder i 1584. I 1704 fik to halvsøskende i bygden et barn sammen, og blev ført til Tórshavn hvor de dømtes til døden ved halshugning for blodskam i 1706. Dette var Færøernes sidste henrettelse.

## Turime
Fra Skælingur går man sydpå fra hovedvejen på den ikke-asfalterede vej, der løber gennem de dyrkede græsmarker og fortsætter gennem porten, der fører dig hen til stien. Stien er ikke afmærket, men det er let at finde den ikke-asfalterede vej og derefter stien. Den nu renoverede sti, blev først bygget engang i 1800-tallet. Ved Norðradalur er stien omlagt. Der er sat skilte på to porte, der guider vandrere til at bruge den nederste port. Stien er ikke synlig mellem porten og tæt på hvor stien går op gennem slugten. Varder og sti er ikke altid synlige. 

## Galleri
| - Skælingur - Skælingur - Broen over Breiðá |